# Gabi Becker
Gabriele „Gabi“ Becker ist eine deutsche ehemalige Fernsehmoderatorin und ehemalige Nachrichtensprecherin.

## Leben

### Ausbildung
Gabi Becker nahm von 1991 bis 1993 Schauspielunterricht an der Privatschule „Herzton“ in Berlin und studierte während dieser Zeit an der Freien Universität Berlin. Zwischen 1992 und 1994 machte sie eine Gesangsausbildung bei Jonathan Kinsler sowie eine Sprechausbildung. Von 1994 bis 1995 absolvierte Gabi Becker ein Volontariat zur Redakteurin beim Fernsehsender Sat.1.

### Beruflicher Werdegang
Gabi Becker wurde 1992 Sendeassistentin bei Radio Hundert,6. Dort war sie 1993 ein Jahr lang als Live-Reporterin im Hubschrauber zweimal täglich über Berlin unterwegs.
1996 arbeitete sie als festangestellte Redakteurin für Sat.1 und berichtete unter anderem aus Tansania für die Hilfsorganisation Plan International. Seit 1997 war sie als Sprecherin für die Sat.1 Produktionen Blitz und Blitzlicht tätig sowie regelmäßig für den Fernsehsender Deutsche Welle TV.
2001 wechselte sie ins Moderationsfach und übernahm die Präsentation des Wassersportmagazins Aqua TV. Von 2002 bis 2007 moderierte sie die VOX-Nachrichten, produziert von Spiegel TV in Berlin.
2007 wechselte sie als freie Moderatorin zu den Sat.1 Nachrichten und moderierte ab 2008 auch die N24-Nachrichten. Von 2010 bis zum 30. Dezember 2022 war sie als Moderatorin der Kabel Eins News tätig. Vom 3. April 2018 bis Dezember 2022 moderierte sie auch die Nachrichten im Sat.1 Frühstücksfernsehen. 
2013 gründete Gabi Becker ihre Firma Cubelin, für die sie Sitzmöbel designt.

## Sonstiges
Becker war Sängerin bei Alphaville und hat zwei Kinder mit Marian Gold, dem Sänger der Band. Seit 2008 ist sie mit dem Schauspieler Andreas Hofer zusammen, mit dem sie ein weiteres Kind hat.
Gabi Becker lebt in Berlin.